# Junior Eurovision Song Contest 2003

Deltagande länder

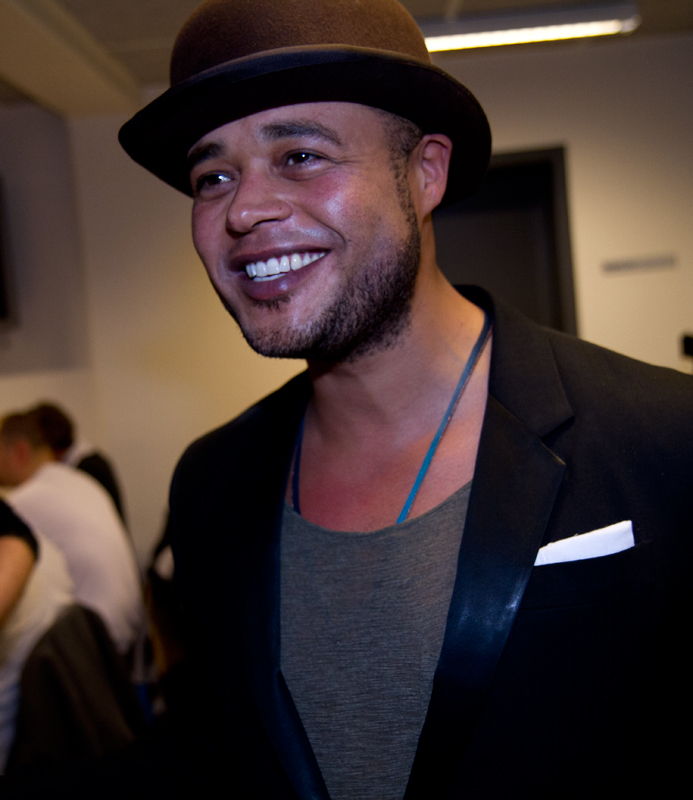
Remee ledde tävlingen tillsammans med Camilla Ottesen.

Junior Eurovision Song Contest 2003 var den första upplagan av Junior Eurovision Song Contest, och ägde rum den 15 november 2003 i Köpenhamn, Danmark, med Camilla Ottesen och Remee som programledare. Tävlingen vanns av elvaåriga Dino Jelusić för Kroatien med låten "Ti si moja ljubav" (Du är min första kärlek), medan andra och tredje plats gick till Spanien och Storbritannien, respektive.
Detta var den första Eurovision-tävlingen att sändas i widescreenformat, och den första där en DVD av tävlingen skulle släppas. Det beslutades att det land som vann tävlingen inte nödvändigtvis skulle stå värd för nästa års tävling, i syfte för att minska trycket på de tävlande.

## Arrangemanget

### Tävlingens uppkomst
Tävlingen har sitt ursprung i Danmark, år 2000 och 2001 anordnade nämligen Danmarks Radio en musiktävling för unga danskar. Tävlingen expanderade senare till att bli en slags skandinavisk version av den svenska Melodifestivalen för barn och unga. Tävlingen kom att kallas för MGP Nordic, där både Danmark, Norge och Sverige skickade in sina tävlingsbidrag. Senare tog EBU, den Europeiska Radio- och TV-unionen, upp idén och öppnade upp för en liknande tävling för alla EBU:s medlemsstater. Arbetsnamnet för tävlingen var "Eurovision Song Contest for Children", och Danmarks tevebolag DR blev tillfrågade att arrangera den första upplagan av tävlingen efter deras egna musiktävlingar samt MGP Nordic.

### Plats
Köpenhamn (danska: København) är Danmarks huvudstad. Staden ligger i östligaste Danmark, på öarna Själland och Amager, vid Öresund. Köpenhamn är Danmarks ekonomiska, kulturella och vetenskapliga centrum, samt säte för parlamentet (Folketinget), för regeringen samt för Danmarks regerande drottning. Tillsammans med Malmö, som sedan år 2000 sammanknyts av Öresundsbron, ingår städerna i den transnationella samarbetsregionen Öresundsregionen. Köpenhamns kommun har cirka 580 000 invånare, medan Hovedstadsområdet, som motsvarar Köpenhamns tätort, har cirka 1,25 miljoner invånare (2014). Storstadsområdet har nästan 2 miljoner invånare.
Forum Copenhagen är en sport- och evenemangsarena i Frederiksberg utanför Köpenhamn. Bland annat används arenan till konserter, utställningar, marknader och andra evenemang. Arenans kapacitet varierar beroende på vad för slags arrangemang som anordnas, men upp till 10 000 åskådare ryms i hallen vid konserter. Arenan invigdes redan i februari 1926 för att arrangera en utställning tillägnad bilar. Senast arenan renoverades var år 1997. På två våningar finns det golvyta på över 5 000m2 och en avskärmad restaurang för närmare 250 matgäster. En tunnelbanestation finns även i anslutning till arenan.

## Deltagande länder
16 länder ställde upp i den första upplagan av Junior Eurovision Song Contest. Ursprungligen titulerades tävlingen "Eurovision Song Contest for Children, och en lottning av startordningen för de ursprungligen 15 tävlande länderna skedde under detta namn. Slovakiens tevebolag Slovenská televízia (STV) och Tysklands Das Erste (ARD), två av de egentliga tävlingsländerna, ersattes dock senare av Cypern, Polen och Vitryssland, där den sistnämnda ställde upp i ett Eurovision-evenemang för första gången. Finska Yle uttryckte även dem intresse för att ställa upp i tävlingen, men valde att enbart sända den i stället.
Lottningen till den slutliga startordningen skedde den 6 oktober 2003, där Grekland fick äran att framföra det första bidraget i tävlingens historia, medan Nederländerna fick avsluta 2003 års tävling.
Tävlingen sändes även i Finland (Yle), Serbien och Montenegro (RTS/Radio Televizija Crne Gore), Estland (ETV), Tyskland (KIKA) och Australien (SBS).

## Resultat
| Nr | Land           | Artist                                 | Bidrag                                  | Språk        | Plac. | Poäng |
| -- | -------------- | -------------------------------------- | --------------------------------------- | ------------ | ----- | ----- |
| 01 | Grekland       | Nicolas Ganopoulos                     | "Fili gia panta" (Φίλοι για πάντα)      | grekiska     | 8     | 53    |
| 02 | Kroatien       | Dino Jelusić                           | "Ti si moja prva ljubav"                | kroatiska    | 1     | 134   |
| 03 | Cypern         | Theodora Rafti                         | "Mia efhi" (Μια ευχή)                   | grekiska     | 14    | 16    |
| 04 | Vitryssland    | Volha Satsuk och Katsiaryna Lipouskaja | "Tantsuy" (Танцуй)                      | vitryska     | 4     | 103   |
| 05 | Lettland       | Dzintars Čīča                          | "Tu esi vasarā"                         | lettiska     | 9     | 37    |
| 06 | Makedonien     | Marija och Viktorija                   | "Ti ne me poznavaš" (Ти не ме познаваш) | makedonska   | 12    | 19    |
| 07 | Polen          | Kasia Żurawik                          | "Coś mnie nosi"                         | polska       | 16    | 3     |
| 08 | Norge          | 2U                                     | "Sinnsykt gal forelsket"                | norska       | 13    | 18    |
| 09 | Spanien        | Sergio                                 | "Desde el cielo"                        | spanska      | 2     | 125   |
| 10 | Rumänien       | Bubu                                   | "Tobele sunt viaţa mea"                 | rumänska     | 10    | 35    |
| 11 | Belgien        | X!NK                                   | "De vriendschapsband"                   | nederländska | 6     | 83    |
| 12 | Storbritannien | Tom Morley                             | "My Song for the World"                 | engelska     | 3     | 118   |
| 13 | Danmark        | Anne Gadegaard                         | "Arabiens drøm"                         | danska       | 5     | 93    |
| 14 | Sverige        | The Honeypies                          | "Stoppa mig"                            | svenska      | 15    | 12    |
| 15 | Malta          | Sarah Harrison                         | "Like a Star"                           | engelska     | 7     | 56    |
| 16 | Nederländerna  | Roel                                   | "Mijn ogen zeggen alles"                | nederländska | 11    | 23    |

## Poängtabeller
|   |                | Resultat |        |         |          |                |       |       |         |          |         |                |         |         |       |               |    |    |
| Σ | Grekland       | Kroatien | Cypern | Belarus | Lettland | Nordmakedonien | Polen | Norge | Spanien | Rumänien | Belgien | Storbritannien | Danmark | Sverige | Malta | Nederländerna |    |    |
| D | Grekland       | 53       |        | 7       | 12       | 1              | 5     | 1     | 1       | 7        |         | 5              | 2       | 7       | 1     | 3             |    | 1  |
| D | Kroatien       | 134      | 10     |         | 8        | 10             | 8     | 12    | 10      | 12       | 2       | 12             | 8       | 8       | 8     | 8             | 8  | 10 |
| D | Cypern         | 16       | 12     |         |          |                |       |       |         | 1        |         |                |         | 3       |       |               |    |    |
| D | Vitryssland    | 103      | 5      | 12      | 6        |                | 10    | 10    | 12      | 10       | 1       | 7              | 5       | 5       | 4     | 7             | 6  | 3  |
| D | Lettland       | 37       |        | 5       |          | 8              |       | 4     | 3       | 3        |         | 1              | 3       | 1       |       |               | 3  | 6  |
| D | Makedonien     | 19       |        | 10      |          | 2              |       |       |         |          |         |                |         |         |       | 1             | 2  | 4  |
| D | Polen          | 3        |        |         |          | 3              |       |       |         |          |         |                |         |         |       |               |    |    |
| D | Norge          | 18       |        | 1       |          |                | 3     | 2     |         |          | 5       |                |         |         | 3     | 4             |    |    |
| D | Spanien        | 125      | 8      | 8       | 10       | 6              | 12    | 8     | 8       | 6        |         | 8              | 10      | 12      | 6     | 6             | 10 | 7  |
| D | Rumänien       | 35       | 4      |         | 5        |                | 2     | 5     | 2       |          | 6       |                | 6       |         |       |               | 5  |    |
| D | Belgien        | 83       | 3      | 6       | 2        | 7              | 4     | 6     | 6       | 4        | 8       | 3              |         | 6       | 7     | 5             | 4  | 12 |
| D | Storbritannien | 118      | 7      | 4       | 7        | 12             | 7     | 3     | 7       | 5        | 10      | 10             | 4       |         | 12    | 10            | 12 | 8  |
| D | Danmark        | 93       | 6      | 2       | 4        | 5              | 6     | 7     | 5       | 8        | 12      | 6              | 7       | 4       |       | 12            | 7  | 2  |
| D | Sverige        | 12       |        |         | 1        |                |       |       |         | 2        | 3       |                |         |         | 5     |               | 1  |    |
| D | Malta          | 56       | 2      | 3       | 3        | 4              | 1     |       | 4       |          | 7       | 4              | 1       | 10      | 10    | 2             |    | 5  |
| D | Nederländerna  | 23       | 1      |         |          |                |       |       |         |          | 4       | 2              | 12      | 2       | 2     |               |    |    |

### 12 poäng
Nedan listas antalet tolvor ett land fick av andra länder:
| Nr | Mottagande land | Röstande land               |
| -- | --------------- | --------------------------- |
| 3  | Kroatien        | Makedonien, Norge, Rumänien |
| 3  | Storbritannien  | Danmark, Malta, Vitryssland |
| 2  | Danmark         | Spanien, Sverige            |
| 2  | Spanien         | Lettland, Storbritannien    |
| 2  | Vitryssland     | Kroatien, Polen             |
| 1  | Belgien         | Nederländerna               |
| 1  | Cypern          | Grekland                    |
| 1  | Grekland        | Cypern                      |
| 1  | Nederländerna   | Belgien                     |

## Kommentatorer
- Belgien - Ilse Van Hoecke and Bart Peeters (VRT TV1), Corinne Boulangier (La Deux)
- Danmark - Nicolai Molbech (DR1)
- Finland – Henna Vänninen och Olavi Uusivirta (Yle TV2)[14]
- Grekland – Masa Fasoula och Nikos Frantseskakis (ERT)[15]
- Makedonien - Milanka Rašik (MTV 1)
- Nederländerna - Angela Groothuizen (Nederland 1)
- Norge - Stian Barsnes Simonsen (NRK1)
- Polen - Jarosław Kulczycki (TVP2)
- Spanien - Fernando Argenta (TVE1)
- Storbritannien - Mark Durden-Smith och Tara Palmer-Tomkinson (ITV)[16]
- Sverige - Victoria Dyring (SVT1)

## Album
Junior Eurovision Song Contest 2003: Copenhagen-Denmark, är ett samlingsalbum ihopsatt av Europeiska radio- och TV-unionen och gavs ut i november 2003. Albumet innehåller alla låtar från 2003 års tävling, inklusive temamusiken.
| Nr           | Titel                   | Artist                          | Längd |
| ------------ | ----------------------- | ------------------------------- | ----- |
| 1.           | Junior Eurovision Theme |                                 | 3:37  |
| 2.           | Fili gia panta          | Nicolas Ganopoulos (Grekland)   | 2:36  |
| 3.           | Ti si moja prva ljubav  | Dino Jelusić (Kroatien)         | 2:45  |
| 4.           | Mia efhi                | Theodora Rafti (Cypern)         | 2:45  |
| 5.           | Tantsuy                 | Volha Satsuk (Vitryssland)      | 2:46  |
| 6.           | Tu esi vasarā           | Dzintars Čīča (Lettland)        | 2:33  |
| 7.           | Ti ne me poznavaš       | Marija & Viktorija (Makedonien) | 2:44  |
| 8.           | Coś mnie nosi           | Kasia Żurawik (Polen)           | 2:42  |
| 9.           | Sinnsykt gal forelsket  | 2U (Norge)                      | 2:40  |
| 10.          | Desde el cielo          | Sergio (Spanien)                | 2:39  |
| 11.          | Tobele sunt viaţa mea   | Bubu (Rumänien)                 | 2:42  |
| 12.          | De vriendschapsband     | X!NK (Belgien)                  | 2:45  |
| 13.          | My Song for the World   | Tom Morley (Storbritannien)     | 2:39  |
| 14.          | Arabiens drøm           | Anne Gadegaard (Danmark)        | 2:47  |
| 15.          | Stoppa mig              | The Honeypies (Sverige)         | 2:32  |
| 16.          | Like a Star             | Sarah Harrison (Malta)          | 2:47  |
| 17.          | Mijn ogen zeggen alles  | Roel Felius (Nederländerna)     | 2:45  |
| Total längd: | Total längd:            | Total längd:                    | 44:44 |